# Evaza yoshimotoi
Evaza yoshimotoi är en tvåvingeart som beskrevs av James 1969. Evaza yoshimotoi ingår i släktet Evaza och familjen vapenflugor. Inga underarter finns listade i Catalogue of Life.